# Alte Kaserne (Lübeck)

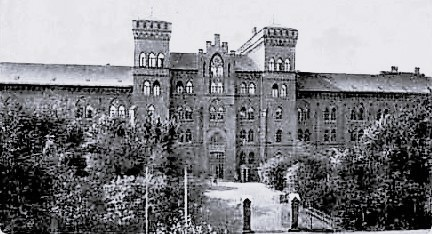
Kaserne in der Fackenburger Allee

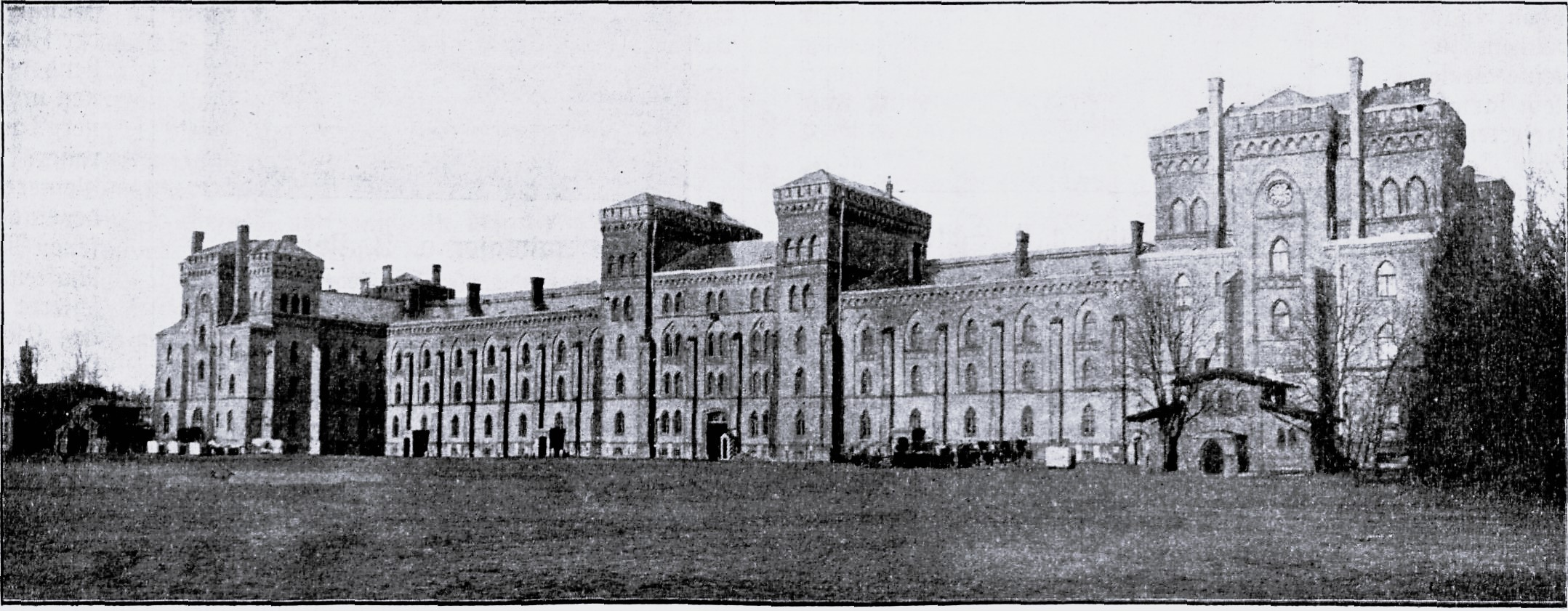
Rückansicht der ersten Kaserne des Infanterie-Regiments Lübeck in St. Lorenz (1907)

Die Alte Kaserne war eine kaiserliche Kaserne des 19. und 20. Jahrhunderts in Lübeck.

## Geschichte
Nachdem sich Lübeck infolge des Deutschen Krieges dem Norddeutschen Bund anschloss und sein Kontingent aufgelöst hatte, musste eine neue Kaserne zur Unterbringung vom in Lübeck garnisonierendem Füsilierbataillon des Infanterie-Regiments Nr. 76 auf Kosten des Bundes erbaut werden.
Für dieses offerierte die Stadt ein etwa 13 3/4 Mg großes Grundstück, die die Plön-Kieler Chaussee tangierende Freiweide.

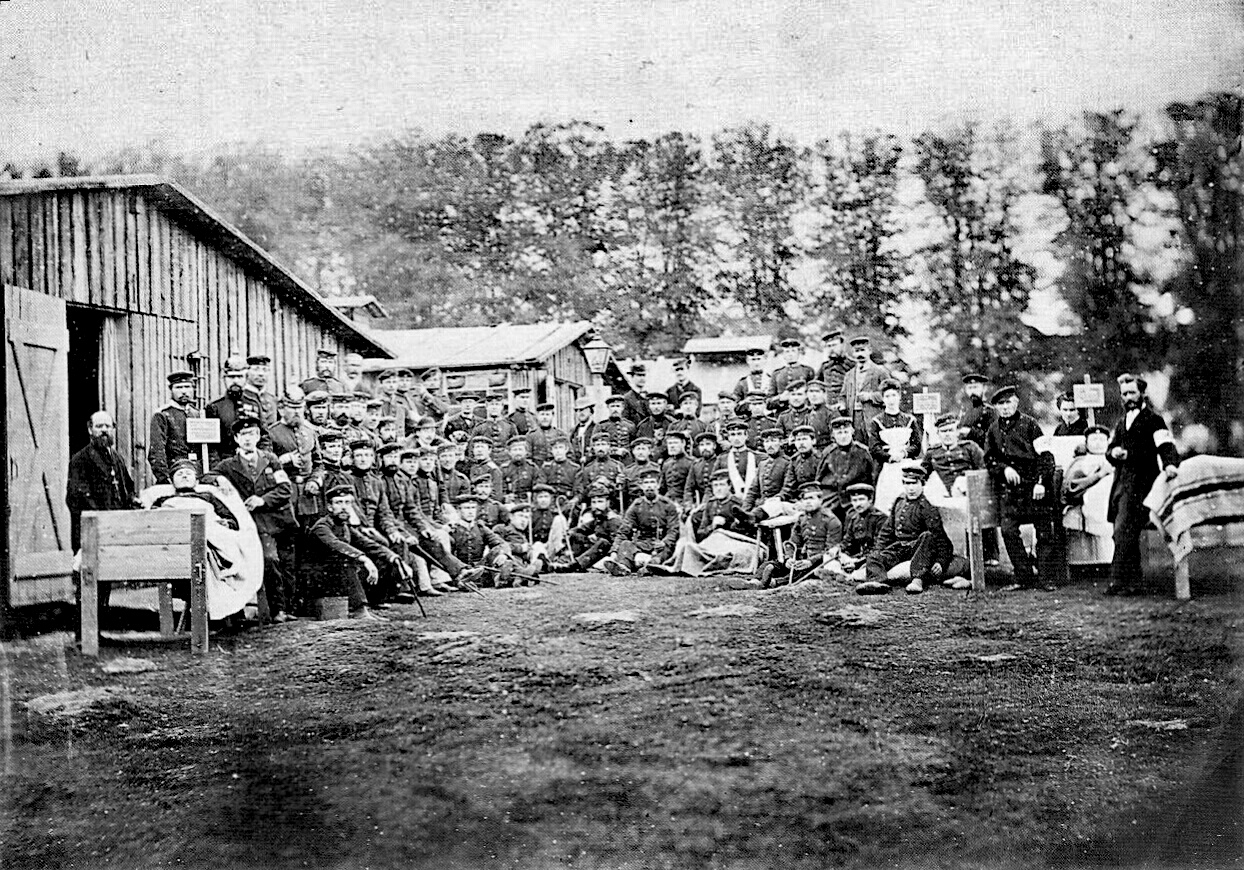
Garnisonlazarett (1870)

Schon während des Deutsch-Französischen Krieges entstand unweit der zukünftigen Kaserne in der gegenüber dem Militärschießplatz von der Chaussee abzweigenden Waisenhofallee ein Lazarett. Emmy Türk war hier mit dem von ihr gegründeten „Lübecker Frauenverein zur Pflege im Kriege verwundeter und erkrankter Krieger“ in der Krankenpflege tätig. Ihr Mann, Carl Türk, wurde nach dem Krieg Chefarzt des Garnisonslazaretts.
Im Dezember 1871 konnte die Kaserne bezogen werden.

### Nutzung bis 1897
Durch die Eigenschaften des ersten neuen Kasernenbaus auf dem Gebiete des heutigen Schleswig-Holsteins kam ihm innerhalb der einheimischen Baukunst eine besondere Rolle zu. Das Militär spielte bis Ende des Zweiten Weltkrieges eine herausragende soziale und gesellschaftliche Rolle, so dass man seinen Bauten einen repräsentativen Charakter verlieh. Einige wie die ehemalige Viktoria-Kaserne des Infanterie-Regiments Nr. 31 stehen daher heute unter Denkmalschutz. Diese Gunst des Schicksals blieb der Kaserne vorenthalten, die sich noch immer in gutem Zustand befand und durch deren Tor die Soldaten in zwei Weltkriege zogen.
Im März 1897 fand am Geburtstag des verstorbenen Kaisers die letzte Festlichkeit des nun zum III. Bataillon der 76er gewandelten einstigen Füsilierbataillons statt.

### Nutzung durch das RegimentLübeck

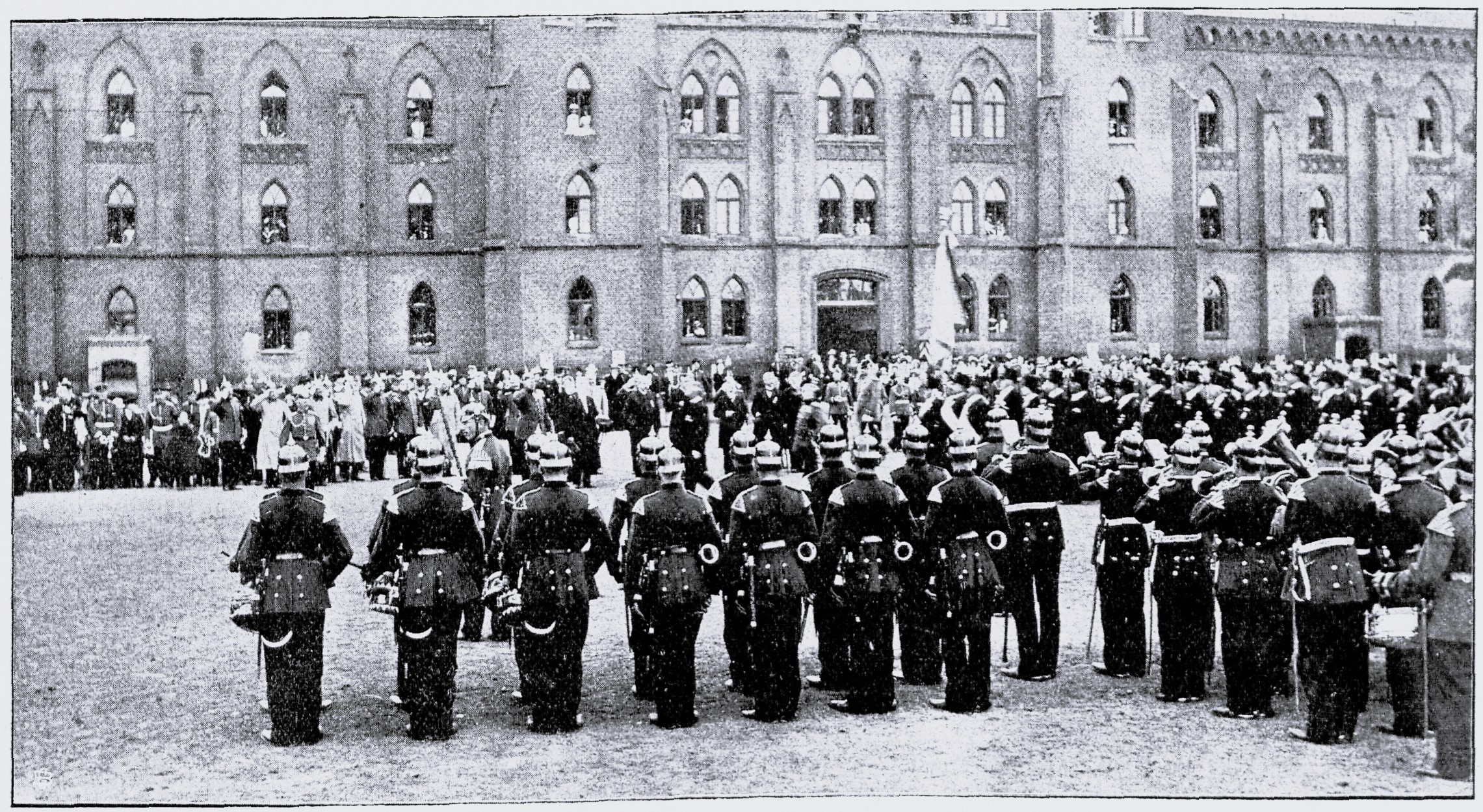
Parademarsch beim Artilleristen-Appell vor Sr. Magnificenz dem präsidierenden Bürgermeister Dr. Eschenburg, Lübeck (1909)

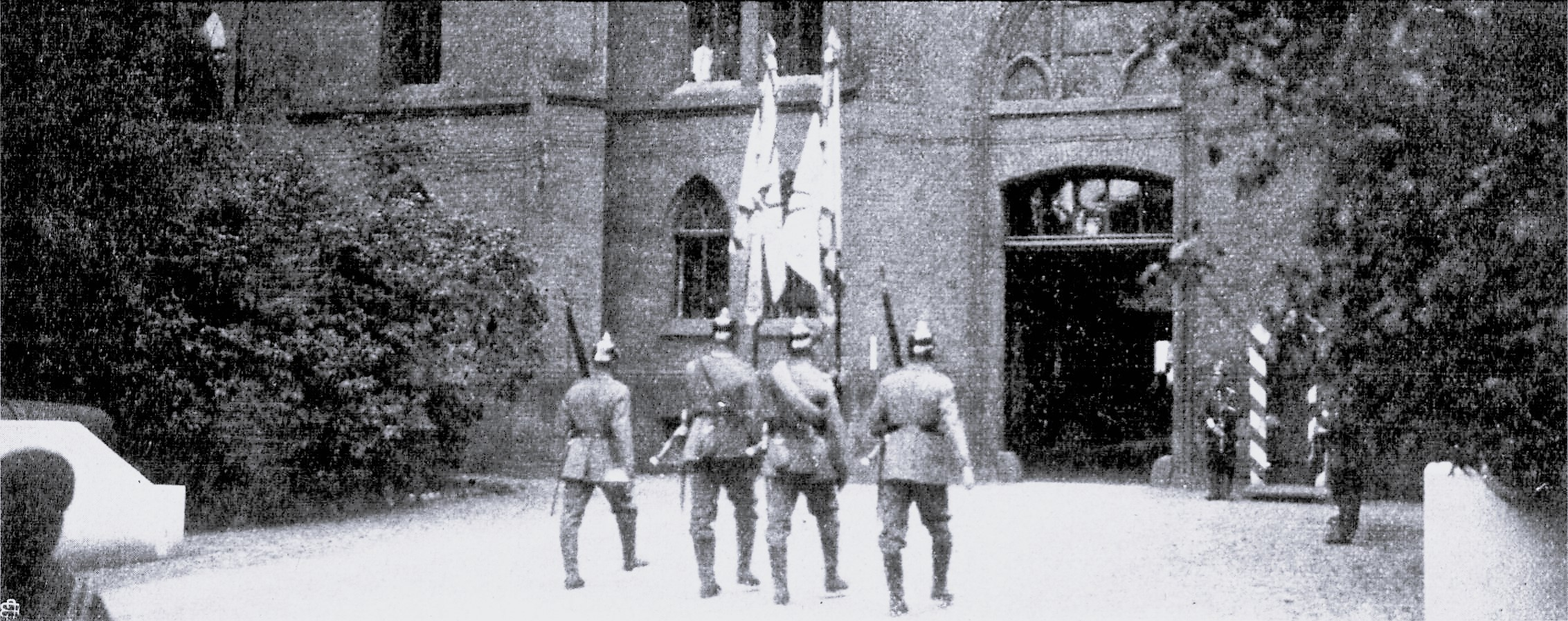
Feierliche Einbringung der Bataillons-Fahnen in die Kaserne an der Fackenburger Allee (31. Juli 1914)

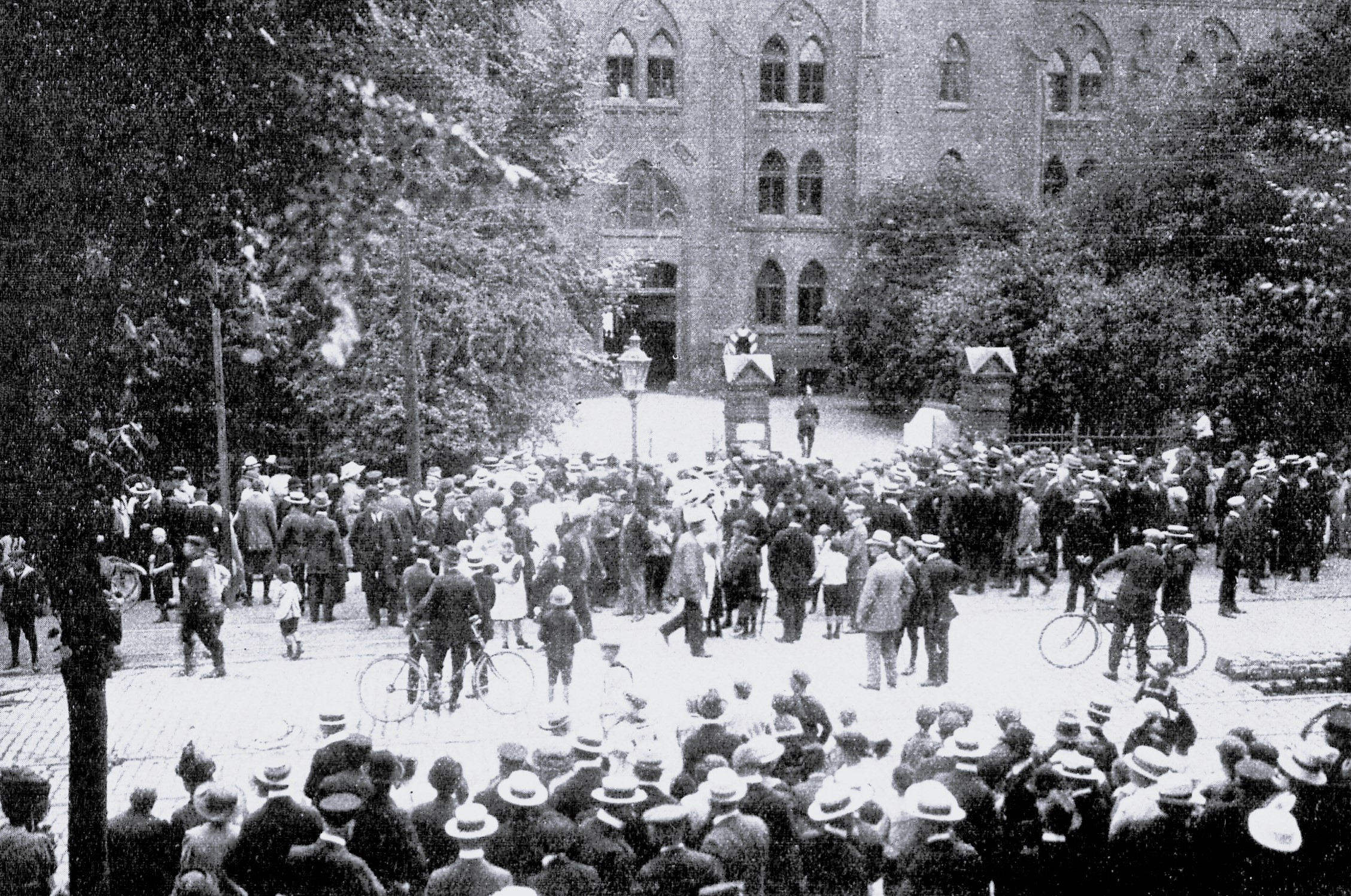
Publikum erwartet den Ausmarsch (31. Juli 1914)

Am 1. April, dem symbolträchtigen Geburtstag Bismarcks, wurde das 3. Hanseatische Infanterie-Regiment Nr. 162 (das spätere Regiment Lübeck) gegründet. Die entsprechende A. K. O. besagte, dass jede Division durch Abgabe ihrer IV. (Halb)-Bataillone eine neue Brigade à zwei Infanterie-Regimenter zu bilden hatte. Die 81. Infanterie-Brigade Sitz in Lübeck wurde mit dem 162. und 163. Infanterie-Regiment gebildet. Da Lübeck bereits über ein eigenes Bataillon verfügte, wurde dieses zu dessen II. Bataillon gewandelt und deren I. Bataillon aus den Regimentern der 34. (Großherzog Mecklenburgischen) Brigade gebildet. Dieses Bataillon hatte vorerst auf der sogenannten verbliebenen Freiweide zwischen dem Holstentor und der Kaserne zu kampieren.
Die Appell ehemaliger Artilleristen des IX. Armee-Korps fand im Juni 1909 in Lübeck statt. Mehr als 1000 Ehemalige waren in die Stadt gekommen und biwakierten auf der Weide am Fuß der Kaserne. Während des Appells auf dem Kasernenhof wurde ein Huldigungstelegramm an den zu jener Zeit in Hamburg befindlichen Kaiser gesandt. Am Ende des Appells verließ der Festzug der Artilleristen unter der Leitung des Lübecker Polizeihauptmanns Grünweller den Hof. Bei dessen Rückkehr war in der Kaserne bereits des Kaisers Erwiderung eingegangen.
Am 2. September 1914 wurden die Regimentsfahnen zur Mobilisierung vor der Abfahrt eingebracht.
Während des Krieges war hier die Garnisonsverwaltung untergebracht. Das Ersatz-Infanterie-Regiment Nr. 162 sowie die 2. Ersatz Maschinen-Gewehr-Abteilung waren dagegen in der Marli-Kaserne.

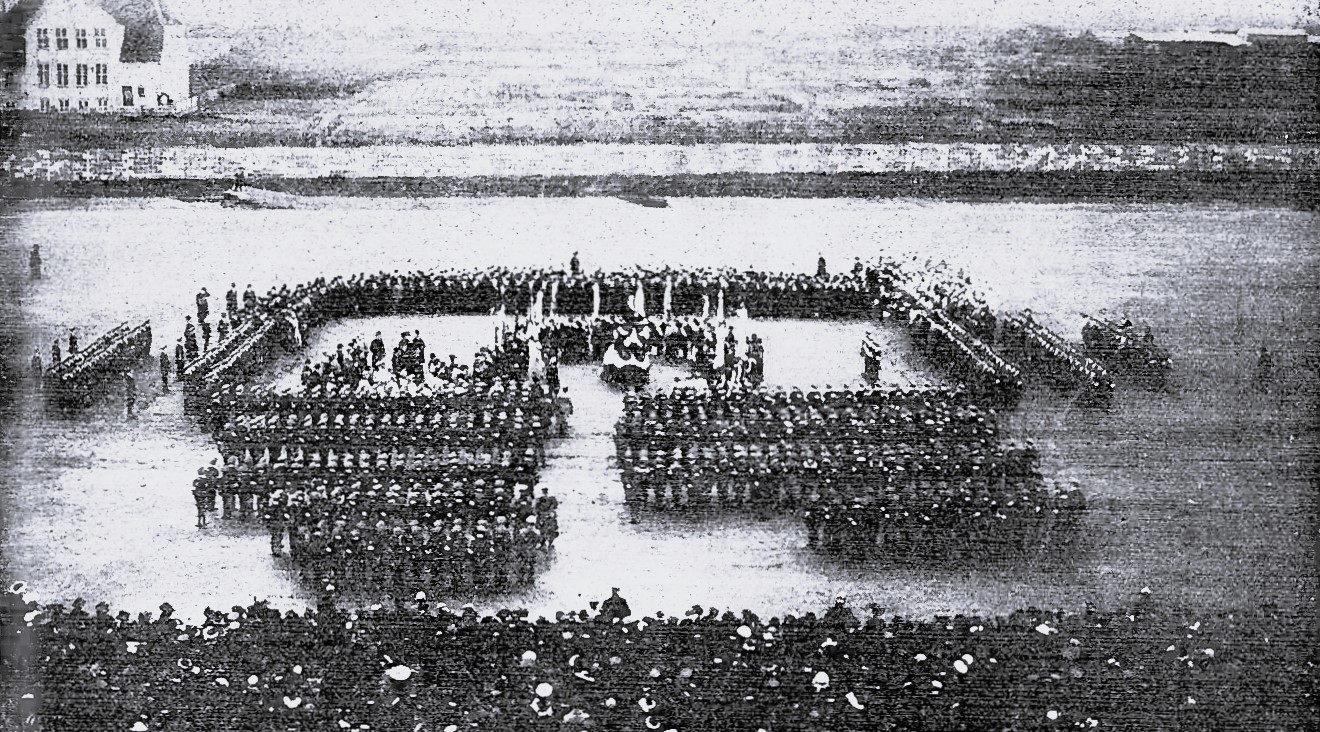
Ansprache Pastor Mildensteins zur Fahnenweihe

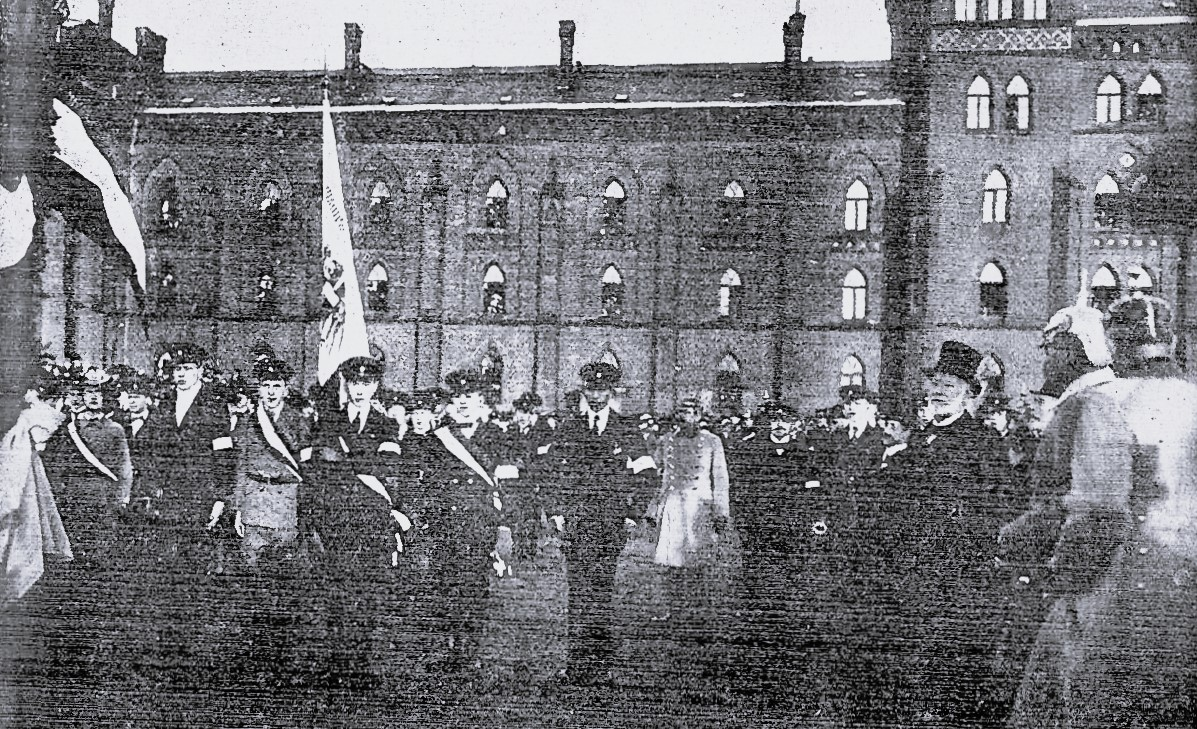
Vereinsfront

Sämtliche Vereine des Landeskriegerverbandes folgten am Nachmittag des 17. Januar 1915 vom Markt aus der Schutzmannkapelle auf den Hof der Alten Kaserne zur Fahnenweihe der Jungwehr. Unter Führung des Polizeimajors Moritz Grünweller hatten dort links und rechts eines Rednerpultes die Jugendkompanien Aufstellung genommen. Die Jugendwehr, die sich in Lübeck wie im ganzen deutschen Reich gleich nach Ausbruch des Krieges bildete, diente als eine freiwillige Organisation unter der Führung alter Militärs und tatkräftiger Männer der militärischen Vorbildung der Jugend. Hinter der Rednerkanzel sammelten sich die Landeskriegervereine mit ihren Fahnen, der Ehrenvorsitzende des Verbandes Heinrich Kühne, der Vorsitzende Druckereibesitzer und Verleger des Lübecker Verbandes Julius Heise, der stellvertretende Oberst v. Kuenheim, Bürgermeister Johann Hermann Eschenburg, Senats- und Bürgerschaftsmitglieder, andere Ehrengäste und eine große Menschenmenge. Die feierliche Übergabe der vom Landeskriegerverband gestifteten Fahne begann mit dem Niederländischen Dankgebet, bevor Pastor Wilhelm Mildenstein das Pult bestieg und eine von den Befreiungskriegen von 1813 über den Deutsch-Französischen Krieg in den derzeitigen Krieg reichende Rede hielt. Nach einem Choral überbrachte Julius Heise die Grüße des Landeskriegerverbandes, hieß die Mitglieder der Jugendwehr als jüngste Kameraden und brachte ein begeistert aufgenommenes „Hoch“ auf den Kaiser aus. Die Kaiserhymne wurde gesungen. Der Oberst übergab hierauf den zu Fahnenträgern erkorenen Vorgetretenen die in lübschen Farben gehaltene einen Adler tragende Fahne. Diese dankten mit dem Gelöbnis, dass sie allen Mitgliedern ein Ansporn zu treuester Pflichterfüllung werden solle. Nachdem der Landeskriegerverband in Person des Schriftführers, Malermeister Wilhelm Siems, und das dem Pfadfinderbund angegliedertem Pfadfinderkorps in Person des Hauptfeldmeisters, Lehrer Wilhelm Groth, mit je einem Fahnennagel die Fahne schmückten, endete die Zeremonie mit dem Absingen des Deutschlandliedes. Nach dem Abschreiten der Front der Vereine durch den Bürgermeister, Oberst sowie Polizeimajor zogen unter den Klängen der Schutzmannschaftskapelle der Landeskriegerverband sowie sämtliche Kompanien der Jugendwehr zum Markt. Dort konzertierte die Kapelle während für die Kriegsgefangenen Lübecker gesammelt wurde.

### Nutzung nach dem Ersten Weltkrieg
Zuerst verschwand das Militär aus Lübeck nach Eutin und die Kaserne zu einer Polizeikaserne. Als das Militär zurückkehrte, erhielt die Kaserne den Namen Hindenburg-Kaserne, während andere Lübecker Kasernen nach siegreichen Schlachten der nun ehemaligen 162er, Meesen-Kaserne oder Cambrais-Kaserne, benannt wurden.
Im Innenhof der Kaserne bestand nach dem Ersten Weltkrieg ein Sportplatz, auf dem die Fußballer der SV Polizei Lübeck (und zeitweise auch Mannschaften des VfR Lübeck und des BSV Vorwärts Lübeck) ihre Heimspiele in der Oberliga Lübeck/Mecklenburg und bis November 1934 auch in der Gauliga Nordmark austrugen. Bis zu 5.000 Zuschauer konnten hier die Spiele verfolgen. Nach Übernahme der Anlage durch die Wehrmacht wechselten die Polizeisportler in das Stadion an der Lohmühle.
Während der Zeit des Nationalsozialismus wechselte die Kaserne ihren Namen in Adolf-Hitler-Kaserne und wurde nach dem Zweiten Weltkrieg von den Briten in Churchill-Baracks umbenannt.
Ihrer Funktion entledigt wurde sie als Fackenburger-Allee-Kaserne oder schlicht als Alte Kaserne bezeichnet. Die Befürworter des Abrisses nannten sie despektierlich das Zuchthaus oder einfach Monstrum.

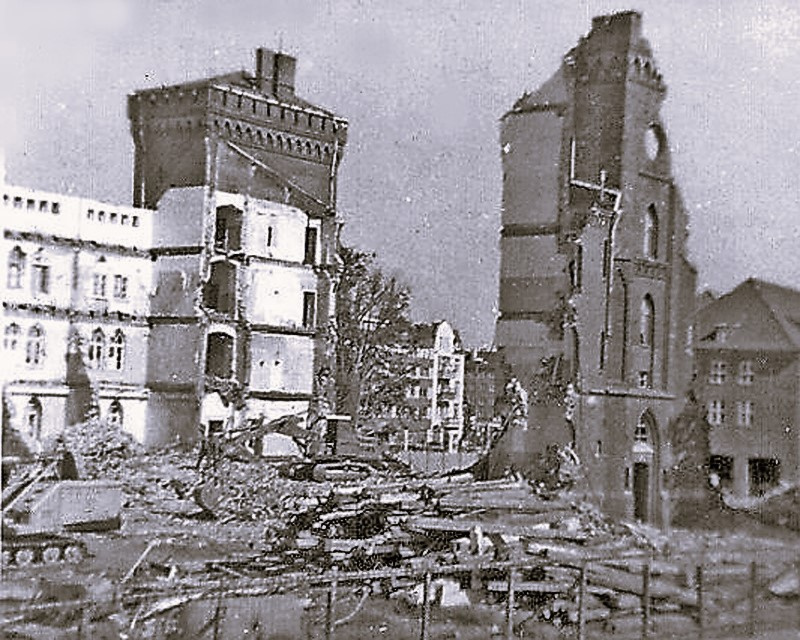
Abriss (1976)

Ab 1970 fanden Verhandlungen zwischen der Stadt Lübeck und der Bundespost statt. Diese plante, auf dem Gelände ein Fernmeldeamt zu errichten. Nach Zustimmung der Bürgerschaft kamen die Verhandlungen im Frühjahr 1972 zum Abschluss. Das Gelände wurde für 1,6 Mio. DM verkauft. Der Antrag auf dessen Abriss erfolgte am 13. März 1974 und wurde vom Innenminister des Landes am 13. August 1975 genehmigt. Intensive Bemühungen des Planungsamtes sowie des Denkmalschutzes um einen Erhalt scheiterten.
Nachdem 1976 der Frost aus dem Boden gewichen war, wurde das Bauwerk bis auf einen Bunker aus dem Zweiten Weltkrieg abgerissen. Da die Planungen des neuen Eigentümers noch weit von deren Abschluss entfernt waren, klaffte nun über zwei Jahre hinweg eine Baulücke an der Fackenburger Allee.

## Gebäude

### Anlage
Die Ausführung des Projekts bearbeitete das Kriegsministerium unter der technischen Leitung des Baumeisters Leopold von Nehus. Er wurde später zum Garnisonbaudirektor von Metz ernannt.
Die Kommission beantragte die Errichtung eines Kasernengebäudes für eine Friedensstärke von:
- 575 Mann,
- 20 unverheirateten Unteroffizieren resp. Freiwilligen,
- 12 verheirateten Feldwebeln resp. Unteroffizieren,
- 4 Beamten und
- 9 unverheirateten Offizieren

Als Nebengebäude wurden als erforderlich erachtet:
1. ein Exerzierhaus einer Fläche von 160*40=6400 m²
2. ein Wagenschuppen von 34*31=1054 m²
3. ein Pferdestall für 8 Pferde
4. zwei Latrinen mit je 16 Sitzen für Mannschaften
5. zwei dreisitzige Abtritte für Verheiratete
6. vier Asch- und Müllgruben

Den damals hohen Bäumen an der Chaussee Rechnung tragend verlegte man die Kasernenanlage etwa 100 Ft nach hinten.
Die Errichtung des Hauptgebäudes begann 1868, die der Nebenbauten drei Jahre später.
Der Bau des Hauptgebäudes kostete 200.000 Taler und lag somit unterhalb der ursprünglich veranschlagten Summe von 224.500 Talern. Die Kosten für die Nebengebäude beliefen sich auf 9.000 Taler.

### Innen
Einseitige Korridorsysteme trennten die Wohnungen der Beamten und Verheirateten von den Mannschaftsstuben und Offiziersquartieren. Eine hallenartige Durchfahrt in der Mitte des Gebäudes war der einzige Zugang an der Vorderseite des Gebäudes. Die Längsflügel dienten der Unterbringung der Mannschaften in Stuben à 10, 20 und 30 Mann. Offizierswohnungen und Casinoräume befanden sich im südlichen, Beamten- und Verheiratetenwohnungen im nördlichen Flügel.
Koch- und Waschküchen, Speisesäle, die Wohnung des Büchsenmachers, Werkstatt- und Putzräume, Arrestzellen, Vorrats- sowie Feuerungsräume befanden sich im Keller. Die Montierungskammern, Wäsche- und Lagerräume der Verwaltung und die Räume zum Trocknen der Wäsche befanden sich auf dem Dachboden.
Die Gewölbe wurden aus Ziegeln unter Anwendung starker Quer- und Diagonalverankerungen hergestellt. Dem Seitenschub der Frontmauern ist durch das Vormauern der Strebepfeiler sowie der Verankerung der Frontwände durch die Balkenanlagen begegnet worden.

### Außen
Die architektonische Gliederung erfolgte in der für Lübeck charakteristischen Backsteingotik. Die Horizontallinien des Gebäudes wurden im Zusammenspiel durch die vorspringenden höher geführten Türme, Strebepfeiler und abgetreppte Giebel in Einklang gebracht. Die durch die Gliederung bedingten kleinen Fenster anstatt der stilgerechten großen beeinträchtigten zwar die Gesamtwirkung, war jedoch ebenso unumgänglich wie das stilwidrige Auflegen der Dachrinnen auf statt hinter den Zinnen .
Für die Gesimse wurde roter Sandstein verwendet. Die Ziegel des Verblendmauerwerks wurden durch Bänder schwarz glasierter Ziegel unterbrochen. Das Schieferdach hatte eine bläuliche Farbe.
Die Spitzbogenfelder der Eingangshalle erhielten 1871 Malereien al fresco, die Waffentrophäen verschiedener Epochen darstellten. Deren beide Mittelfelder waren mit den Namen und Daten der siegreichen Schlachten geschmückt, an denen das Bataillon im Deutsch-Französischen Krieg teilnahm. Das hohe Oberlicht des Portals schmückten Glasmalereien, die das Reichs- und Stadtwappen darstellten, den ihm gegenüberliegenden Giebel der Reichsadler.

## Nachtrag
Im Oktober 2009 wurde bei Tiefbauarbeiten des auf dem Gelände befindlichen Supermarkts im Erdreich lagernde Behälter entdeckt und teilweise beschädigt, worauf Reizgas ausströmte. Die Behälter wurden in einem Einsatz von Feuerwehr, Polizei und dem Kampfmittelräumdienst entfernt, die Anlieger zeitweise evakuiert.
Der Reizstoff mit süßlich-aromatischem, stechendem Geruch wurde während des Ersten Weltkriegs dazu verwendet, um die Soldaten vom Ersatzbataillon des Lübecker Regiments auszubilden. Er erwies sich nach einer Laboruntersuchung als gesundheitlich unbedenklich.